# Валя-Вінулуй (комуна)
Валя-Вінулуй (рум. Valea Vinului) — комуна у повіті Сату-Маре в Румунії. До складу комуни входять такі села (дані про населення за 2002 рік):
- Валя-Вінулуй (836 осіб) — адміністративний центр комуни
- Меріуш (310 осіб)
- Рошіорі (547 осіб)
- Сий (575 осіб)

Комуна розташована на відстані 428 км на північний захід від Бухареста, 24 км на схід від Сату-Маре, 109 км на північ від Клуж-Напоки.

## Населення
За даними перепису населення 2002 року у комуні проживали 2268 осіб.
Національний склад населення комуни:
| Національність | Кількість осіб | Відсоток |
| -------------- | -------------- | -------- |
| румуни         | 2213           | 97,6%    |
| угорці         | 21             | 0,9%     |
| цигани         | 18             | 0,8%     |
| німці          | 14             | 0,6%     |
| українці       | 2              | 0,1%     |

Рідною мовою назвали:
| Мова       | Кількість осіб | Відсоток |
| ---------- | -------------- | -------- |
| румунська  | 2230           | 98,3%    |
| угорська   | 21             | 0,9%     |
| німецька   | 14             | 0,6%     |
| українська | 2              | 0,1%     |
| циганська  | 1              | < 0,1%   |

Склад населення комуни за віросповіданням:
| Релігія        | Кількість осіб | Відсоток |
| -------------- | -------------- | -------- |
| православні    | 2038           | 89,9%    |
| римо-католики  | 102            | 4,5%     |
| греко-католики | 89             | 3,9%     |
| п'ятдесятники  | 17             | 0,7%     |
| реформати      | 9              | 0,4%     |
| адвентисти     | 5              | 0,2%     |
| не релігійні   | 1              | < 0,1%   |